# Система Хатчинсона
Система Хатчинсона (англ. Hutchinson System) — это система определения перспективности любого набора карт, розданных игроку в покер (так называемой руки). Она была разработана для начинающих игроков с целью оказания помощи в принятии решения о разыгрывании руки.

## История создания
В карточных играх подсчет очков традиционно используется довольно давно, в качестве метода простой оценки силы розданных карт. Своё непосредственное использование в покере эта система нашла в 1997 году. Тогда Эдвард Хатчинсон в одном из канадских покерных журналов опубликовал свою систему. Основу будущей всемирно известной системы подсчета составили очки, начисляемые за преимущества карт, содержащихся на руках у игрока.

## Система Хатчинсона дляТехасского холдема
Согласно этой системе, подсчет нужно начинать с нуля баллов, в определенных случаях прибавляя к сумме дополнительные баллы. Здесь важным являются такие критерии как достоинство карт, потенциал руки и позиция (то есть местонахождения относительно того, кто сдает карты).
| Достоинство карт:               | туз | король | дама | валет | десять | остальные карты              |
| ------------------------------- | --- | ------ | ---- | ----- | ------ | ---------------------------- |
| Количество прибавляемых баллов: | 16  | 14     | 13   | 12    | 11     | Х, где Х — достоинство карты |

| Потенциал руки:                | пара | одной масти | карты, идущие по старшинству друг за другом | карты, идущие по старшинству через один пропуск (коннекторы с одним пропуском)* | карты, идущие по старшинству через два пропуска (коннекторы с двумя пропусками)** |
| ------------------------------ | ---- | ----------- | ------------------------------------------- | ------------------------------------------------------------------------------- | --------------------------------------------------------------------------------- |
| Количество прибавляемых баллов | 10   | 4           | 3                                           | 2                                                                               | 1                                                                                 |

* - например, валет и король 
** - например, валет и туз
| Позиция:                        | средняя | справа от сдающего карты | позиция сдающего карты |
| ------------------------------- | ------- | ------------------------ | ---------------------- |
| Количество прибавляемых баллов: | 3       | 5                        | 5                      |

## Подсчет очков
Принимать ставку, согласно системе Хатчинсона, рекомендуется в том случае, если итоговая сумма набранных баллов больше или равна 30. Повышать ставку или отвечать на ставку другого игрока можно, если сумма баллов больше 34.

## Использование системы Хатчинсона
Система Хатчинсона только примерно помогает определить силу руки. Так, например, стиль игры оппонентов ей не учитывается. Но при этом она является простой и удобной для запоминания. Именно поэтому систему Хатчинсона часто используют новички на первом этапе знакомства с покером. Сегодня система Хатчинсона имеет своё электронное воплощение.
Успешно применять эту систему удается в процессе приобретения опытных навыков. Но, при постоянном использовании, процесс подсчета баллов можно довести до автоматизма.